# ミクワー
ミクワー、ミクウェ、ミクヴェ（מִקְוָה miqwāh, מִקְוֶה miqweh, der mikve, der mikvo, Mikvah, Mikve, Mikveh）とは、ユダヤ教において、水槽に浸る行為、またはその水槽。風呂（Bad, bod, fürdő）の一種とも位置づけられる。

## 聖書とラビ文学の出典
タルムードにおいてはミクワーオートにおいて論じられている。

## 現在
1. 改宗
2. 非ユダヤ人から購入した食器を初めて使用する（cf. 食器を祭壇とする）
3. 出産、月経が終わった後
4. ヨーム・キップールの前日